# Palazzo e Torre Rasini
La Torre Rasini (Torre Rasini o Palazzo e Torre Rasini en italiano) es un histórico edificio residencial de Milán en Italia, destacado por su estilo art déco.

## Historia
El edificio fue construido entre el 1932 y el 1935 según el proyecto de Emilio Lancia y Gio Ponti.

## Descripción
El complejo se compone de dos partes: un edificio más bajo de 6 pisos y uno más alto que tiene 12 pisos y una altura de 45 metros. El primero se destaca por su fachada de mármol blanco, mientras que el segundo presenta un revestimiento de ladrillos que forman un dibujo de bandas horizontales.